# 筌

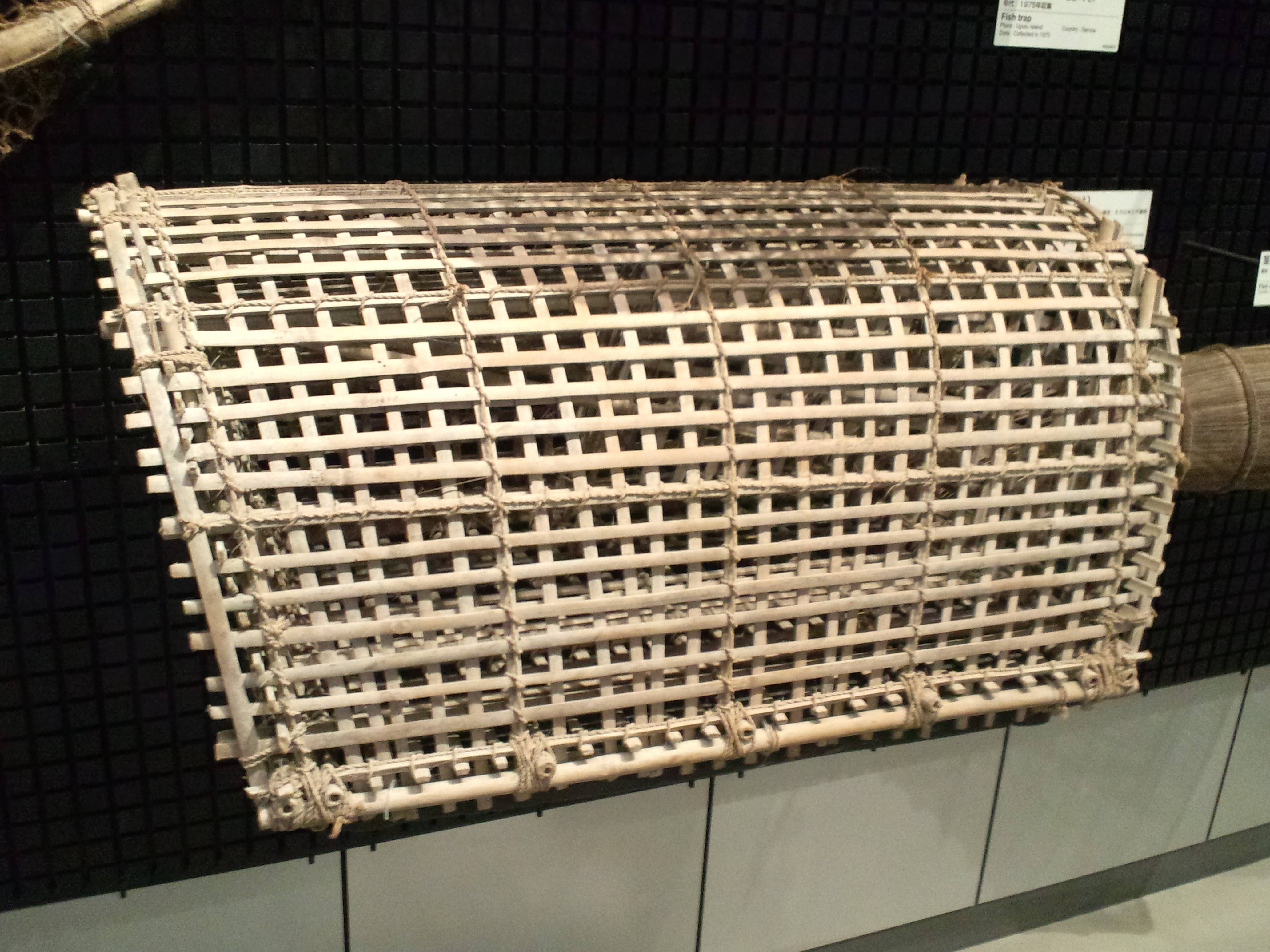
筌（ミクロネシア連邦、ヤップ島）

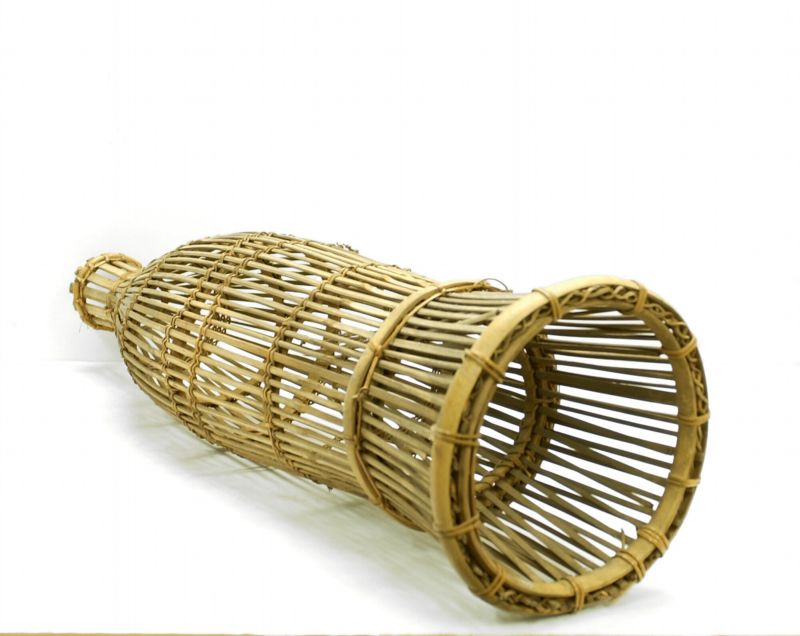
竹製の筌の例

筌（うけ、うえ）とは、外側が網体で構成されており割竹等で作った漏斗状の口から入ってきた魚介類を閉じこめて捕獲する漁具。なお水生生物の調査器具（調査用の定置網など）の構成部分でもある。

## 漁具
川や湖沼、浅海の底にある魚道に一定時間設置し、魚類やエビ、カニの類を誘い込んで捕獲する。地域によって材料・構造・名称は様々で、竹や蔓、細木によって作られ、単なる筒状から笊状・箱状・桶状・籠状のものなどがあり、名称も「ドウ」「ド」「モジリ」「モドリ」「モンドリ」などの別名がある。多摩川水系などでは特定の魚種、漁法に限らない汎用漁具としての筌を雑魚笯（ザコド）、馬鹿笯（バガド）と呼び、アユ漁用の筌（モジ）などと区別した。簗と組み合わされて用いられる場合もあった。
日本列島では縄文時代から内湾・外洋において海水産魚類を対象とした漁労が行われ、大型貝塚を造成した。弥生時代に稲作農耕が開始されると水田や用水路など新たな淡水環境が生まれ、淡水産の貝類や魚類を対象とした淡水漁業が開始される。こうした淡水漁業の開始に伴い専用漁具も生まれたと考えられており、福岡県北九州市の辻田遺跡や大阪府八尾市の山賀遺跡などの弥生遺跡から筌と考えられている漁具が出土している。『古事記』や『万葉集』にも登場する。近代に至るまで広く利用され、簡単に魚類などを捕まえる罠として利用された。

### 筌の特性
筌は多くの魚が持つ本能を利用した漁具である。川魚は物陰に潜む負の走光性、川の流れに対して遡上しようとする走流性、固体に触れることで身の安全を確認する走触性を持つものが多く、これらの習性を利用して魚を集める仕組みになっている。

## 調査器具
筌（うけ）は水路等に設置して移動する魚や水生昆虫を捕獲する調査器具の定置網の構成部分でもある。

## 法的な制限
海面における漁具の使用は都道府県漁業調整規則で定められている。遊漁で使える漁具はホワイトリスト方式で指定されるが、筌は含まれず禁止漁具の扱いとなる。
東京都内水面漁業調整規則
河川や湖沼においては内水面漁業調整規則によって罠の使用を禁じた都道府県があり、筌の使用も制限対象に含まれる。これらの制限は漁業権とは別であることに注意が必要である。
東京都内水面漁業調整規則
筌は三の「びんど又はこれに類似する漁具」に該当する。同様の原理を持つ漁具は釣具店などでもしばしば市販されるが、制限のある都道府県で使用すると違法となる。